# Meer Radio
Meer Radio ist ein privater lokaler Hörfunksender in Neustadt am Rübenberge.

## Programm
Der Sender legt nach eigenen Angaben Wert auf Abwechslung im Programm. Gespielt werden Klassiker der 80er Jahre bis heute, darunter auch „B-Seiten“ bekannter Bands, die sonst selten im Radio zu hören seien. Zum redaktionellen Teil des Programms gehören neben Nachrichten regionale und überregionale Informationen mit Blitzer- und Staumeldungen. Angesprochen werden Hörer ab 25 Jahren aus dem Sendegebiet und die rund zwei Millionen Touristen, die die Region jährlich besuchen. Die Hörer werden über Facebook und die Website des Senders ins Programm eingebunden.

## Gründung
Der Sender ging nach einer zweiwöchigen Musikschleife am 1. November 2017 regulär mit Nachrichten und einem moderierten Programm auf Sendung. Die Lizenz dazu wurde bereits drei Jahre zuvor erteilt. Es handelte sich um die einzige Bewerbung für die Ausschreibung der Frequenz auf 92,8 MHz (UKW), die noch vor Sendestart geändert wurde. Da kein geeigneter Sendeturm verfügbar war, wurde ein 30 Meter hoher Sendemast auf dem Grundstück des Betreibers errichtet. Das Programm startete mit einem Team aus elf Personen. Zum April 2021 wurde der Sender nach Wunstorf-Bokeloh verlegt und in Neustadt ein neuer Sender auf 95,4 MHz in Betrieb genommen, wodurch sich die technische Reichweite um rund 300.000 Hörer erhöht haben soll.
Seit Inbetriebnahme des privaten DAB+-Muxes in Niedersachsen, ist der Sender auch über DAB+ empfangbar.

## Empfang
Über UKW ist das Programm vom Standort in Neustadt auf 95,4 MHz und vom Standort Wunstorf-Bokeloh auf 88,0 MHz empfangbar. Seit dem Start von DAB+ auch für die privaten Rundfunkveranstalter in Niedersachsen, ist Meer Radio auch über DAB+ in den Kacheln Weserbergland und Hannover zu hören. Auf der Homepage des Senders ist ein Livestream verfügbar. Der Sender ist zudem über die gängigen Streaminganbieter abrufbar. Die RDS-Kennung lautet MEERRDIO.
Nach eigenen Angaben erreicht der Sender über UKW und DAB+ mehr als zwei Millionen Menschen technisch.

## Auszeichnungen
Mitwirkende des Senders wurden zwischen 2018 und 2022 mehrfach beim Niedersächsischen Medienpreis nominiert und ausgezeichnet.